# Me encantan las Magical Girls
Me encantan las Magical Girls (魔法少女にあこがれて Mahō Shōjo ni Akogarete?, lit. Anhelo por una chica mágica), también conocida como Gushing Over Magical Girls en inglés y I Admire Magical Girls, and... en Japón, es una serie de manga japonesa perteneciente al subgénero de mahō shōjo fue escrita e ilustrada por Akihiro Ononaka. La serie comenzó a serializarse en el sitio web Storia Dash de Takeshobo en marzo de 2019. Se publicaron once volúmenes de tankōbon hasta enero de 2024
J-Novel Club obtuvo la licencia de la serie para su lanzamiento en inglés y comenzó a prepublicarla en marzo de 2022. Anteriormente, Coolmic obtuvo la licencia de la serie y publicó el manga dividido, a finales de diciembre de 2022, en 68 "episodios" que constan de aproximadamente 10 páginas cada uno, en un sitio web exclusivo para teléfonos inteligentes, bajo el título Admire Magical Girls, y.... Una adaptación a serie de televisión de anime producida por Asahi Production se emitió de enero a marzo de 2024. Se ha anunciado una segunda temporada.

## Sinopsis
Utena Hiiragi es una chica normal e introvertida que siente una gran admiración por las chicas mágicas, especialmente por el hermoso trío que protege su pueblo, Tres Magia. Un día, una mascota llamada Venalita se acerca a Utena y le otorga poderes mágicos, pero en lugar de convertirse en la chica mágica de la justicia que siempre quiso ser, se convierte en una general malvada de la organización Enormita. A pesar de la desgracia de verse obligada a luchar contra las chicas mágicas que admira, Utena pronto descubre que tiene un lado sádico oculto y se deleita torturando a sus antiguas ídolas con su nueva obsesión.

## Personajes

### Enormita
Utena Hiiragi (柊 うてな Hiiragi Utena?) / Magia Baiser (マジアベーゼ Majia Bēze?)
 Seiyū: Fūka Izumi, María José Guerrero (español latino)
Es una estudiante tímida e introvertida que admira a las chicas mágicas, pero también las ama en un sentido retorcido. Se vio obligada a unirse a Enormita en contra de su voluntad, pero pronto comienza a deleitarse con su lado sádico. Como Magia Baiser, puede usar su latigo para transformar objetos y animales inanimados en monstruos sádicos.
Kiwi Araga (阿良河 キウィ Araga Kiwi?) / Leoparde (レオパルト Reoparuto?)

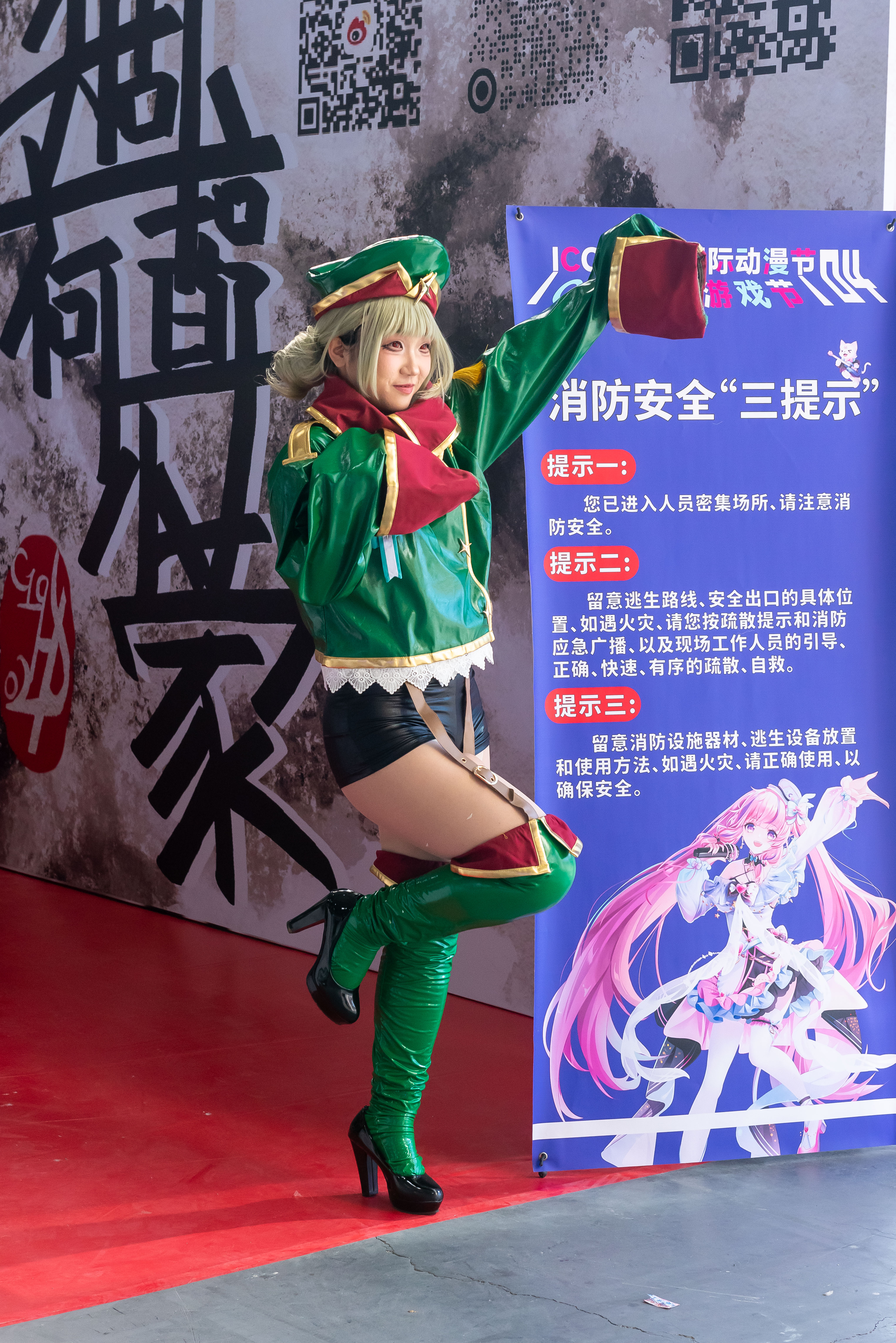
Cosplayer de Kiwi Araga

 Seiyū: Aoi Koga, Diana Nolan (español latino)
Es la miembro de Enormita que está enamorada de Utena. Como civil, es una celebridad de Internet, pero llega a odiar a Tres Magia y a las chicas mágicas en general por robarle a sus aficionados. Como Leoparde, lleva un motivo militar y ataca con varios explosivos y armas de fuego.
Korisu Morino (杜乃 こりす Morino Korisu?) / Alicia Nero (ネロアリス Nero Arisu?)
 Seiyū: Shiori Sugiura, Banny Vilchis (español latino)
Es la integrante de Enormita, una niña de primaria que no habla pero le encanta jugar con juguetes. Como Nero Alice, es capaz de manipular juguetes de varias maneras, como atrapar víctimas en casas de muñecas o hacer juguetes de peluche gigantes.
Matama Akoya (阿古屋 真珠 Akoya Matama?) / Loco Musica (ロコムジカ Roko Mujika?)
 Seiyū: Yūka Aisaka, Erika Ugalde (español latino)
Es la integrante de Enormita y The Lord Squad que aspira a ser un ídolo, pero es terrible cantando. Como Loco Música, utiliza ondas sonoras para atacar a sus enemigos.
Nemo Anemo (姉母 ネモ Anemo Nemo?) / Leberblume (ルベルブルーメ Ruberuburūme?)
 Seiyū: Minami Tsuda, Vanessa Olea (español latino)
Es la integrante de Enormita y The Lord Squad que cuida de Matama. Como Leberblume, puede transformarse en una sombra y manipular a los demás.
Venalita (ヴェナリータ Venarīta?)
 Seiyū: Misato Fukuen, Amanda Hinojosa (español latino)
Es una mascota negro que engañó a Utena para que se uniera a Enormita, chantajeándola para que se quedara. Se desconoce su motivo.
Hermana Gigante (シスタギガント Shisuta Giganto?)
 Seiyū: Kikuko Inoue, Nayeli Mendoza (español latino)
Es la integrante de Enormita y The Lord Squad que puede cambiar su tamaño para convertirse en gigante.
Roboko (ロボ子?)
Es una chica robot que se formó a partir de una muñeca y una figura de acción como resultado de los poderes combinados de Utena y Korisu. Ella ha jurado proteger a Korisu.

### Magical Girls

#### Tres Magia
Haruka Hanabishi (花菱 はるか Hanabishi Haruka?) / Magia Magenta (マジアマゼンタ Majia Mazenta?)
 Seiyū: Kaori Maeda, Nycolle González (español latino)
Ella es la compañera de clase de Utena. Debido a los poderes mágicos, las miembros de Enormita desconocen la verdadera identidad de los miembros de Tres Magia cuando se transforman y viceversa. Una chica ingenua, amable y de corazón puro. Empuñando una lanza, comienza sin una habilidad única, pero finalmente gana el poder de curar a otros.
Sayo Minakami (水神 小夜 Minakami Sayo?) / Magia Azure (マジアアズール Majia Azūru?)
 Seiyū: Mayuko Kazama, Montserrat Aguilar (español latino)
Ella es una doncella del santuario a la que le gusta limpiar el templo. Le encanta la paz y prefiere la ropa bonita y modesta. Parece tener un lado masoquista secreto, ya que le gusta pasar tiempo con Magia Baiser. Tiene poder sobre el agua y el hielo y recoge agua alrededor de su varita para formar una espada.
Kaoruko Tenkawa (天川 薫子 Tenkawa Kaoruko?) / Magia Sulfur (マジアサルファ Majia Sarufa?)
 Seiyū: Misaki Ikeda, María García (español latino)
Ella es la miembro del equipo dura, ingeniosa y sensata. Prefiere trajes lindos/urbanos/algo punk. Incluso como una chica normal, derrotó a un monstruo con sus propias manos y un ladrillo, impresionando a Magenta y Azure, quienes la reclutaron. Ella parece ser el miembro del equipo que más quiere derrotar a Magia Baiser. Se especializa en barreras defensivas y en secreto empuña enormes nudillos.
Vatz (ヴァーツ Vātsu?)
 Seiyū: Kana Asumi, Danann Huicochea (español latino)
Es la mascota de Tres Magia, que es el mismo tipo de criatura que Venalita pero en cambio es blanca.

#### Shio-chans
Michiko Tanaka (田中 みち子 Tanaka Michiko?)  / Shion Imita (忌田 シオン Imita Shion?)  /Imitatio (イミタシオ Imitashio?)  /Lord Enorme (ロードエノルメ Rōdo Enorume?)
 Seiyū: Yoko Hikasa
Ella es la exintegrante de Enormita y líder de The Lord Squad que inicialmente traicionó a Enormita con la esperanza de gobernar el mundo. Después de que Utena la derrota humillantemente, Randa la rescata y jura vengarse de ellos, usando un objeto de niña mágica robado para convertirse en la niña mágica Imitatio. Ella empuña una espada grande y puede utilizar varias pociones para afectar a sus enemigos.
Momo Momomori (桃森 百花 Momomori Momo?) / Pantano Pesca (パンタノペスカ Pantano Pesuka?)
Es la integrante de los Shio-chan que disfruta del comportamiento pervertido. Ella es capaz de manipular la tierra a su gusto y crear golems.
Randa Tada (多田 蘭朶 Tada Randa?) / Berserga (ベルゼルガ Beruzeruga?)
Es la integrante masoquista de Shio-chan que supuestamente es uno de los supervivientes de la caza de chicas mágicas de Lord Enorme. Puede transformar su propia sangre en armas afiladas.

## Contenido de la obra

### Manga
El manga fue escrito e ilustrado por Akihiro Ononaka, Gushing over Magical Girls comenzó a publicarse en el sitio web Storia Dash de Takeshobo el 29 de marzo de 2019. También se publicó en serie en la revista Manga Life Storia de la compañía, hasta que dejó de publicarse en julio de 2019. Hasta agosto de 2023 se han publicado once volúmenes de tankōbon.

### Anime
El 16 de marzo de 2023 se anunció una adaptación de la serie de televisión de anime. La serie está producida por Asahi Production y dirigida por Masato Suzuki y Atsushi Ōtsuki, con composición de serie de Noboru Kimura, diseños de personajes de Yasuka Otakil y música compuesta por Yasuharu Takanashi, Akinari. Suzuki y Johannes Nilsson. Se estrenará el 3 de enero de 2024 en AT-X y otras redes. El tema de apertura es "My dream girls" de Nacherry, una unidad de voz compuesta por Chiemi Tanaka y Natsumi Murakami, mientras que el tema final es "Togetoge Sadistic" de los personajes de Enormita. Sentai Filmworks obtuvo la licencia de la serie en América del Norte, Australia e islas británicas, y lo transmitió en HIDIVE sin censura. Jonu Media obtuvo la licencia de la serie en España. REMOW obtuvo la licencia de la serie en América Latina y la transmitió en Anime Onegai sin censura.
Se anunció una segunda temporada durante un evento para la serie de anime el 5 de octubre de 2024.
El 29 de febrero de 2024, Anime Onegai anunció que la serie había recibido un doblaje en español latino, la cual se estrenó el 23 de marzo.